# ストローマン

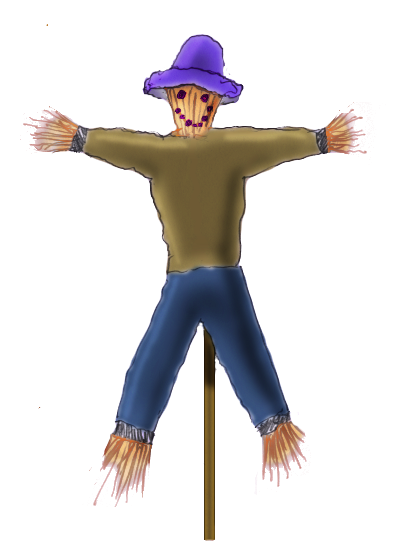
ストローマン

ストローマン（英: straw man）は、議論において、相手の考え・意見を歪めて引用し、その歪められた主張に対してさらに反論するという間違っている論法のこと、あるいはその歪められた架空の主張そのものを指す。ストローマン手法、藁人形論法、案山子論法（かかし論法）ともいう。

## 語源
語源は不明である。比喩的な用法は、容易に倒せそうな藁人形、ダミー、かかしなどを示唆する。
アメリカではポリティカル・コレクトネスの見地から、字義的に「藁の男」を意味する「ストロー・マン」を言い換えて、性別を問わない「藁の人」を意味する「ストロー・パーソン」を使用する場合がある。

## 概説
相手の意見の一部を誤解してみせたり、正しく引用することなく歪める、または一部のみを取り上げて誇大に解釈すれば、その意見に反論することは容易になる。この場合、第三者からみれば一見すると反論が妥当であるように思われるため、人々を説得する際に有効なテクニックとして用いられることがある。これは論法としては論点のすり替えにあたり、無意識でおこなっていれば論証上の誤り（非形式的誤謬）となるが、意図的におこなっていればそれは詭弁である。
しばしば、感情に訴える論証やチェリー・ピッキングのような他の誤りとともに用いられる。相手の発言を元の文脈を無視して引用し、本来の意味とは異なる印象を与えるよう提示することをクオート・マイニングと呼ぶが、クオート・マイニングに基づいて批判すればこれもストローマンの一種である。
また、倫理的に問題のある行為を抑止する場面などで多く使われる藁人形論法の一種に、滑りやすい坂論法がある。Aという行為に踏み出すと類似の行為が連鎖的に行なわれ、最終的には破滅的状況になるため、そもそもAを行うべきではない、という論法である。
マスメディアにおいても、対抗意見を充分に取材せず、独自に解釈した反論を両論併記などの形でしばしば報道に取り入れている。

## 論法
1. 相手が示した意見を歪め、あるいは一部のみを取り出して解釈し、それを相手が発言したかのように言い返す。
2. さらに発言を引用する形で一見では否定しがたい持論を作り出し、自らの発言の正当性を補強する。
3. 相手の意見に同調する不完全な擁護意見を持ち出し、充分な主張・再反論がされたようにみせかける。
4. 発言の中から一見関係ありそうな問題や考え方を取り出し、さも相手側の意見はこれを象徴するものとして非難する。

## 例
「道路」としか言及していないことに対し暗黙的に「道路=屋外」であると誘導し、さらに「危険だと思うなら家に閉じ込めておけ」という言外の要素を過剰に拡大して解釈している。
Bの一私人としての感情を必要性の問題として解釈し、さらに「嫌いなら無くなったほうが良い」という言外の要素を過剰に拡大して解釈している。
Aは、福澤氏の記述を最後まで引用せず、あたかも「といへり」より前の文字列を福澤氏の意見であるかのように捻じ曲げて解釈し、非難している。
なお、「いへり」の後には、「されば天より人を生するには、万人は万人、皆同じ位にして、生れながら貴賤上下の差別なく、万人の霊たる身と心との働を以て天地の間にあるよろづの物を資り以て衣食住の用を達し、自由自在互に人の妨をなさずして、各安楽に此世を渡らしめ給ふの趣意なり。」の一文が続く。論理学上は「pならばq」という形式であるが、Aはpの部分を切り取り、それがさも福澤氏の意見であるかのように非難している。

## 実例
近年「藁人形論法」が美術関係者の間で問題視された実際の事例として、以下の美術展図録に同展の監修者が寄稿した論考がある。
2024年松濤美術館『没後エミール・ガレ展』図録所収「エミール・ガレ、象徴的芸術への道程」（監修者寄稿）脚注26、123-124頁。
当該論考で監修者は、自説への反証を提起した論者の主張を引用する形で一見否定しがたい架空の論旨を作り上げ、自説の正当性を補強するという、典型的な藁人形論法を展開している。監修者は一連の不適切な引用の改竄を指摘され、同展巡回先の徳島県立近代美術館で販売された図録では当該箇所に訂正シールを貼付して書き替えを余儀なくされている。
この事例の経緯と具体的な論点の概要は以下の通り。 
当該図録の監修者はフランスの工芸家エミール・ガレの「悲しみの花瓶」と呼ばれる一連の黒いガラス作品が高島北海の墨絵から着想されたという仮説（1999年初出）を提唱した。この仮説について当初監修者は「ガレと高島の間で交わされた会話内容を想定して組み立てた推論である」と記している。その後、監修者はいくつかの著書（2007年、2010年）で、何ら根拠を示さぬまま、定説のように自説を紹介していた。近年、ある研究者が複数の論考（2016年逐次刊行誌、2018年展覧会図録、2024年自著単行本）において、明確な反証を挙げてこの仮説を否定した。
1.   同研究者の主張：ガレは、高島に出遭う1886年秋以前、具体的には1884年に墨絵を強く想起させる黒いガラス作品をすでに制作している。よって、ガレの黒いガラスと高島の墨絵との影響関係は時系列的に成立しえない。研究者は、高島のナンシー来訪（1885年4月）以前に墨絵風のガラス表現がガレの複数の作品に見られる事実を史資料で実証している。
2.  同監修者の反論：「ガレが黒いガラスを使い始めたのは出会いの後から、つまり1885年以前のガレは黒をまったく知らなかったかのような論点のすり替えを行い、それに反論するのは、いわゆる『藁人形論法、ストローマン』である」（2024年当該図録）と断じている。
3.  同監修者による研究者の主張の歪曲・改竄：研究者はガレの「墨絵を強く想起させる黒いガラス」が高島邂逅以前に存在するという美術表現的観点を論じているにもかかわらず、監修者は「墨絵を強く想起させる」という語句を意図的に切り取って、「単なる黒いガラス」として引用しており、研究者の主張を矮小化・単純化している。つまり、引用を改竄し、あたかも研究者が非合理的な主張をしているかに見せかけている。さらに監修者は「39歳になるまでガレが黒を知らず、使ったこともなかったという主張は生まれようもない」と、実際にはどこにも存在しない主張を作り上げ、それに反論している。
加えて、監修者の反論文には引用の典拠がいっさい明示されておらず、誰がその主張をしているのかも曖昧にされており、研究者の主張を仮想の論者のものに仕立てて自らの批評を展開している。（引用・批判対象の明示なき誤導的記述。）これは藁人形論法の典型的手法のひとつである。
4. 同監修者によるその他の引用歪曲・改変： 監修者が引用の切り取りや改変を行っているのは研究者の反論文だけにとどまらず、あるドイツの美術史家の記述も、自説の正当性を補強するため、まったく反対の趣旨に歪曲して引用している。（脚注［6］論考に詳解。）
上記のことから「藁人形論法、ストローマン」を展開しているのは監修者自身であると結論付けられる。
この事例は単なる美術史上の見解の相違や解釈の違いの問題ではなく、研究倫理・出版倫理に反する不正行為とみなされる案件である。当該部分に後日修正シールが貼付された事実（巡回先美術館での販売分）からも、監修者自身あらかじめ問題点を認識しており、巡回先美術館側もこれを問題視したものと考えられる。
引用は情報の正確な伝達と元の研究者への敬意を伴うべきものである。美術展の図録という公然性のある媒体で、監修者の立場にありながら、それを意図的に改竄する行為は研究倫理に反する紛れもない不正行為であって、監修者個人の社会的信用を失墜させるばかりでなく、同展を開催した美術館の信頼さえも貶めてしまう。ひいては美術史学全体の信頼性の低下にも繋がる看過できない問題である。 

## 対処
ストローマンを完全に避けることは不可能であるが、
はっきりとした具体的な言葉を用いることが最善であると考えられる。
1. 「それはストローマンである」と明確に指摘する。相手の立場と、己の主張が同等である具体的な根拠を相手に説明してもらう。
2. 無視する。相手をスルーし、自らの主張を毅然として貫く。ただし、相手が引き続き屁理屈を捏ね続ける可能性がある。
3. 相手のストローマンを擁護する。この場合、歪曲された相手の詭弁を擁護する必要がある。またこの場合、相手から主張を受け入れているように見えるため、相手の誤解を指摘することが難しくなる。

## スチールマン
ストローマンと真逆の論法がスチールマン(英語: steel manまたは英語: steelmanning)と呼ばれることがある。プリンシプル・オブ・チャリティーに基づき、対立している相手の主張のもっとも正当な形（たとえ相手がそれを明確に表明していなくても）を議論の対象にするのである。そのためには、容易に批判できる前提を除去し、自分の立場に反する強固な主張を取り上げる必要がある。その上で反論を形成することで、自分の主張もより正当なものに改善される可能性がある。